# Piet & Riet van de Buis
Piet en Riet van de Buis is een Nederlandse strip van Hein de Kort. De strip verschijnt sinds 2002 dagelijks in Het Parool, waarin De Kort een spotprent maakt naar aanleiding van de titel van een tv-programma.

## Personages
Piet en Riet van de Buis zijn de hoofdpersonages van de strip. Hun intelligentie wordt als niet al te hoog beschouwd.